# Oxytrypia stephania
Oxytrypia stephania är en fjärilsart som beskrevs av Sutton 1964. Oxytrypia stephania ingår i släktet Oxytrypia och familjen nattflyn. Inga underarter finns listade i Catalogue of Life.